# Józef Lipski (diplomaat)
Józef Lipski (Breslau, 5 juni 1894 — Washington D.C., 1 november 1958) was een Pools politicus en diplomaat.

## Loopbaan
Lipski trad in 1919 toe tot de Poolse diplomatieke dienst. Hij was van 1933 tot 1939 Pools ambassadeur in Berlijn. Samen met Konstantin von Neurath ondertekende hij op 26 januari 1934 het Duits-Poolse niet-aanvalsverdrag. In september 1938 reageerde Lipski op het voorstel van Adolf Hitler om Joden uit Duitsland, Polen en Hongarije te deporteren (het zogenaamde Madagaskarplan), met de opmerking dat wanneer dit zou lukken, men Hitler hiervoor in Warschau zou moeten eren met een monument.
Na het begin van de Tweede Wereldoorlog meldde hij zich in Frankrijk als vrijwilliger bij het Poolse leger. Van 1941 tot 1945 was hij werkzaam bij de generale staf van het Vrije Poolse leger. In 1947 emigreerde hij naar de Verenigde Staten, vanwaaruit hij werkzaam was voor de Poolse regering in ballingschap.
- Bibliothèque nationale de France: cb12817655n (data)
- Gemeinsame Normdatei: 124790534
- International Standard Name Identifier: 0000 0001 1070 0471
- Library of Congress Control Number: n85005555
- Nationale Bibliotheek van Tsjechië: js2013749204
- Nationale Bibliotheek van Israël: 987007313525705171
- Nederlandse Thesaurus van Auteursnamen: 136416187
- SNAC: w6mw368k
- Système universitaire de documentation: 030448433
- Virtual International Authority File: 71519000
- WorldCat: E39PBJjhy3pfybXBRKjjxGpVmd